# Стипа, Луиджи
Луиджи Стипа (30 ноября 1900, Аппиньяно-дель-Тронто, Марке — 9 января 1992, Асколи-Пичено, Марке) — итальянский инженер и авиаконструктор, создатель «интубированного пропеллера» — концепции, которую некоторые историки авиации рассматривают как предшественницу турбовентиляторного двигателя.

## Биография

### Ранние годы
Стипа родился в Аппиньяно-дель-Тронто (Италия) 30 ноября 1900 года. Он бросил школу, чтобы служить в корпусе Берсальери итальянской армии во время Первой мировой войны. После войны он получил учёные степени в области авиационной техники, гидротехники и гражданского строительства. Он перешёл на работу в министерство авиации Италии, где дослужился до должности генерального инспектора инженерного отдела Regia Aeronautica (Королевские военно-воздушные силы Италии).

### «Интубированный пропеллер»
В 1920-х годах Стипа применил свои знания в области гидротехники для того, чтобы сделать самолёты более эффективными. Так как в гидродинамике — в соответствии с законом Бернулли — скорость жидкости увеличивается по мере уменьшения диаметра трубы, через которую она проходит, Стипа полагал, что тот же принцип можно применить к воздушному потоку. Он создал конструкцию, которую он назвал «интубированный пропеллер». В его концепции фюзеляж одномоторного самолёта, спроектированный вокруг интубированного пропеллера, имел форму трубки Вентури, с винтом и гондолой двигателя внутри трубы. Винт должен иметь тот же диаметр, что и труба, и воздушный поток будет выходить из трубы через отверстие в задней части фюзеляжа.
Стипа потратил годы на математический анализ этой идеи, в конечном итоге определив, что для достижения максимальной эффективности внутренняя поверхность трубы должна иметь форму аэродинамического профиля. Он также определил оптимальную форму винта, наиболее эффективное расстояние между передней кромкой трубы и пропеллером и оптимальную скорость вращения последнего. Похоже, он предполагал использовать интубированный пропеллер в больших многомоторных самолётах, построенных по схеме летающее крыло, для которых он создал несколько проектов. Создание экспериментального прототипа было для него первым шагом в доказательстве этой концепции.
Стипа опубликовал свои идеи в итальянском авиационном журнале Rivista Aeronautica (с итал. — «Авиационное обозрение»), и попросил министерство авиации построить прототип самолёта, чтобы подтвердить его концепцию. Итальянское фашистское правительство одобрило это предприятие и заключило контракт с фирмой «Caproni» на создание прототипа в 1932 году.

### Stipa-Caproni

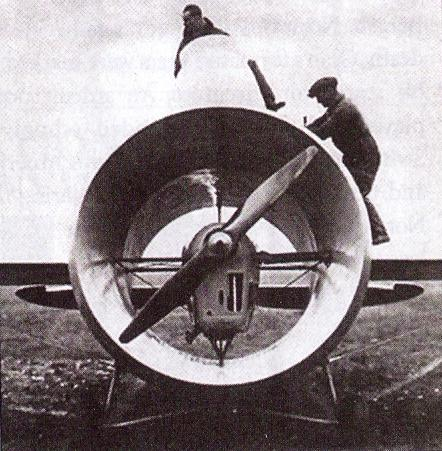
Самолёт Stipa-Caproni.

Прототип, получивший название Stipa-Caproni, впервые поднялся в воздух 7 октября 1932 года. Внешне неуклюжий самолёт, тем не менее, подтвердил концепцию Стипы. Он имел лучшую скороподъемность по сравнению с обычными самолётами с аналогичной мощностью двигателя и нагрузкой на крыло, очень низкую посадочную скорость и был намного тише обычных самолётов. Рули направления и высоты были установлены в воздушном потоке винта, за счёт чего он был очень устойчив. Однако самолёт имел большое лобовое сопротивление, нивелировавшее все его достоинства, поэтому проект не получил развития.

### Дальнейшая жизнь

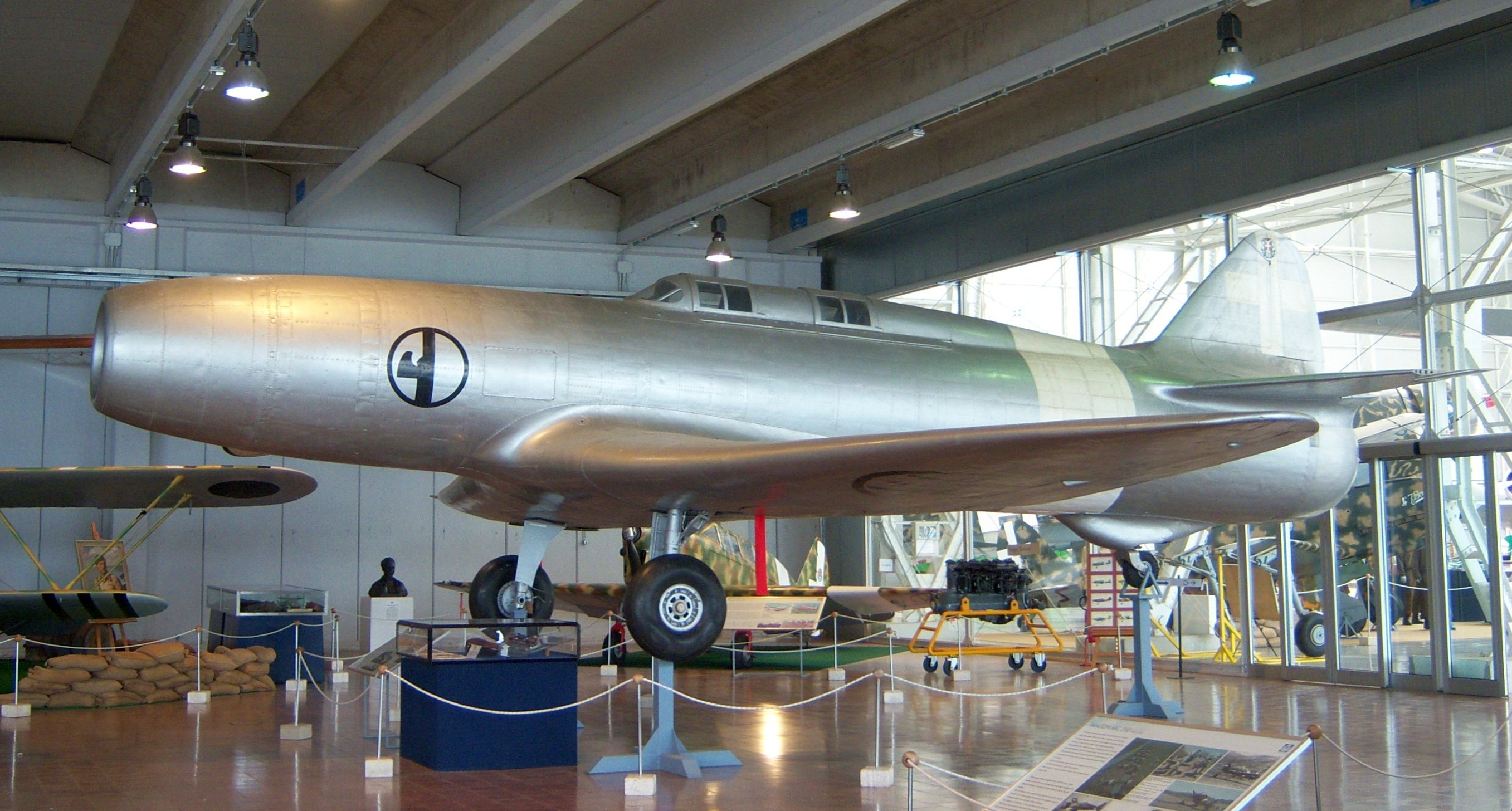
Caproni Campini N.1.

Стипа запатентовал свой пропеллер в 1938 году в Германии, Италии и США, его работа была опубликована во Франции, Германии, Италии, Великобритании и США, где её изучил Национальный консультативный комитет по аэронавтике. Испытания самолёта также вызвали интерес ученых к интубированному пропеллеру.
Франция в 1930-х годах начал работу над проектом ночного многомоторного бомбардировщика ANF-Mureaux BN.4 с винтами Стипы, но проект был закрыт в 1936 году ещё до того, как его начали воплощать в металле. В Германии в 1934 году Людвиг Корт разработал сопло Корта, похожее на пропеллер Стипы, которое используется до сих пор. Проект немецкого истребителя Heinkel T имел сходство с концепциями Стипы. В Италии никогда не было построено ни одного летающего крыла с пропеллерами Стипы. В 1940 году был построен экспериментальный Caproni Campini N.1, конструкция которого во многом навеяна идеями Луиджи Стипы.
Сам Стипа считал, что заслужил признание за изобретение реактивного двигателя благодаря конструкции интубированного пропеллера, и утверждал, что пульсирующий воздушно-реактивный двигатель (ПВРД), который немцы использовали в Фау-1 во время Второй мировой войны, нарушал его патент на интубированный пропеллер. Но на самом деле ПВРД не имел непосредственного отношения к его идеям.
Стипа умер 9 января 1992 года, озлобленный тем, что так и не получил признания как изобретатель реактивного двигателя. Некоторые историки авиации по крайней мере частично согласны со Стипой, отмечая, что современный двухконтурный турбореактивный двигатель имеет особенности, которые показывают, что он является потомком его концепции интубированного винта.